# Kōki Ogawa (Fußballspieler)
Kōki Ogawa (jap. 小川 航基, Ogawa Kōki; * 8. August 1997 in der Präfektur Kanagawa) ist ein japanischer Fußballspieler.

## Karriere

### Verein
Ogawa erlernte das Fußballspielen in der Schulmannschaft der Tokogakuen High School. Seinen ersten Vertrag unterschrieb er 2016 bei Júbilo Iwata. Der Verein spielte in der höchsten Liga des Landes, der J1 League. Für den Verein absolvierte er 23 Erstligaspiele. Im Juli 2019 wurde er an den Zweitligisten Mito Hollyhock ausgeliehen. Für den Verein absolvierte er 17 Spiele. 2020 kehrte er nach Júbilo Iwata zurück. Ende 2021 feierte er mit Júbilo die Meisterschaft und den Aufstieg in die erste Liga. Nach dem Aufstieg verließ er den Verein und schloss sich dem Erstligaabsteiger Yokohama FC aus Yokohama an. Am Ende der Saison 2022 feierte er mit Yokohama die Vizemeisterschaft der zweiten Liga und den Aufstieg in die erste Liga. Mit 26 Toren wurde er Torschützenkönig der Liga. Im August 2023 wechselte er auf Leihbasis in die Niederlande zum Erstligisten NEC Nijmegen. Nach Ende der Saison wurde er von den Holländern fest verpflichtet.

### Nationalmannschaft
Im Jahr 2019 debütierte Ogawa für die japanische Fußballnationalmannschaft.

## Erfolge
Júbilo Iwata
- Japanischer Zweitligameister: 2021  ▲

Yokohama FC
- Japanischer Zweitligavizemeister: 2022  ▲

## Auszeichnungen
J2 League
- Torschützenkönig: 2022